# Collegio uninominale Lombardia - 04 (2020)
Il collegio elettorale uninominale Lombardia - 04 è un collegio elettorale uninominale della Repubblica Italiana per l'elezione del Senato della Repubblica.

## Territorio
Come previsto dalla legge n. 51 del 27 maggio 2019, il collegio è stato definito tramite decreto legislativo all'interno della circoscrizione Lombardia.
È formato da parte del territorio del comune di Milano: quartieri Affori, Bovisa, Bovisasca, Bruzzano, Cascina Triulza - Expo, Comasina, Dergano, Gallaratese, Maggiore - Musocco, QT8, Quarto Oggiaro, Sacco, Stephenson, Trenno e Villapizzone e da 44 comuni della città metropolitana di Milano: Arconate, Arese, Baranzate, Bernate Ticino, Bollate, Bresso, Buscate, Busto Garolfo, Canegrate, Castano Primo, Cerro Maggiore, Cesate, Cinisello Balsamo, Cormano, Cornaredo, Cuggiono, Cusano Milanino, Dairago, Garbagnate Milanese, Inveruno, Lainate, Legnano, Magnago, Nerviano, Nosate, Novate Milanese, Paderno Dugnano, Parabiago, Pero, Pogliano Milanese, Pregnana Milanese, Rescaldina, Rho, Robecchetto con Induno, San Giorgio su Legnano, San Vittore Olona, Senago, Sesto San Giovanni, Settimo Milanese, Solaro, Turbigo, Vanzaghello, Vanzago e Villa Cortese.
Il collegio è parte del collegio plurinominale Lombardia - 02.

## Eletti
| Elezione | Elezione | Deputato       | Partito           |
| -------- | -------- | -------------- | ----------------- |
|          | 2022     | Isabella Rauti | Fratelli d'Italia |

## Dati elettorali

### XIX legislatura
Come previsto dalla legge elettorale, 74 senatori sono eletti con sistema a maggioranza relativa in altrettanti collegi uninominali a turno unico.
| Candidati                                 | Candidati                | Voti    | %     | Liste                          | Voti    | %     |
| ----------------------------------------- | ------------------------ | ------- | ----- | ------------------------------ | ------- | ----- |
|                                           | Isabella Rauti ✔️ Eletto | 231 337 | 45,29 | Fratelli d'Italia              | 125 185 | 24,51 |
| Lega per Salvini Premier                  | Isabella Rauti ✔️ Eletto | 231 337 | 45,29 | 63 168                         | 12,37   |       |
| Forza Italia                              | Isabella Rauti ✔️ Eletto | 231 337 | 45,29 | 37 860                         | 7,41    |       |
| Noi moderati/Lupi - Toti - Brugnaro - UDC | Isabella Rauti ✔️ Eletto | 231 337 | 45,29 | 5 124                          | 1,00    |       |
|                                           | Emanuele Fiano           | 157 971 | 30,93 | Partito Democratico-IDP        | 110 559 | 21,65 |
| Alleanza Verdi e Sinistra                 | Emanuele Fiano           | 157 971 | 30,93 | 23 934                         | 4,69    |       |
| +Europa                                   | Emanuele Fiano           | 157 971 | 30,93 | 21 365                         | 4,18    |       |
| Impegno Civico - Centro Democratico       | Emanuele Fiano           | 157 971 | 30,93 | 2 113                          | 0,41    |       |
|                                           | Elena Sironi             | 48 525  | 9,50  | Movimento 5 Stelle             | 48 525  | 9,50  |
|                                           | Tiziana Demma            | 47 197  | 9,24  | Azione - Italia Viva - Calenda | 47 197  | 9,24  |
|                                           | Samantha Mazza           | 9 134   | 1,79  | Italexit                       | 9 134   | 1,79  |
|                                           | Nadia Rosa               | 6 581   | 1,29  | Unione Popolare                | 6 581   | 1,29  |
|                                           | Alberto Vallicelli       | 5 956   | 1,17  | Italia Sovrana e Popolare      | 5 956   | 1,17  |
|                                           | Gianni Gemma             | 3 406   | 0,67  | Vita                           | 3 406   | 0,67  |
|                                           | Maurizio Correnti        | 654     | 0,13  | Noi di Centro – Europeisti     | 654     | 0,13  |
| Totale                                    | Totale                   | 510 761 | 100   |                                | 510 761 | 100   |
|                                           |                          |         |       |                                |         |       |
| Voti non validi                           | Voti non validi          | 19 405  | 3,66  |                                |         |       |
| Votanti                                   | Votanti                  | 530 166 | 68,12 |                                |         |       |
| Elettori                                  | Elettori                 | 778 323 |       |                                |         |       |